# Claude-François-Xavier Millot
Claude-François-Xavier Millot (Ornans, 5 marzo 1726 – Parigi, 20 marzo 1785) è stato un religioso e storico francese.

## Biografia
Ancora giovane, Millot entrò nell'Ordine dei Gesuiti insegnando in molti dei loro collegi, tra cui il collegio di Lione in cui insegnava retorica. Espulso per i suoi elogi nei riguardi di Montesquieu, decise di lasciare l'Ordine gesuita. Fatto gran vicario dall'arcivescovo di Lione, Millot scrisse alcuni racconti storici che gli valsero nel 1768 la cattedra di storia al collège de la Noblesse, fondato a Parma dal marchese di Felino. Nel 1777 divenne membro dell'Académie française e l'anno seguente fu precettore del duca di Enghien. Morì a Parigi nel 1785.

## Opere maggiori
- Éléments de l'histoire de France, depuis Clovis jusqu'à Luigi XV (1767-1769)
- Élémens de l'histoire d'Angleterre, depuis son origine sous les Romains, jusqu'au regne de George II. Paris, Durand, 1769. Trois volumes in-12, t. I : [3 (faux-titre, mention d'éditeur, titre)], [1 bl.], LI, [1 bl. (introduction, table)], 454, [3 (approbation, privilège, errata)], [3 bl.], [1 (suite du privilège)], [1 bl.] p., t. II : [3 (faux-titre, mention d'éditeur, titre)], [1 bl.], XII, 480, [1 (errata)], [1 bl.] p., t. III : [1 (faux-titre)], [1 bl.], [1 (titre)], [1 bl.], XII, 352, [1 (errata)], [1 bl.] p.
- Éléments d'histoire générale ancienne et moderne (1772-1783)
- Histoire littéraire des Troubadours (1774)
- Mémoires politiques et militaires pour servir à l'histoire de Louis XIV et de Louis XV (1777)